# 20-я стрелковая дивизия внутренних войск НКВД СССР
20-я стрелковая дивизия внутренних войск НКВД СССР — воинское соединение НКВД СССР в Великой Отечественной войне.

## История дивизии
Дивизия сформирована по приказу НКВД СССР № 00206 от 08.03.1939 «О реорганизации Управления пограничными и внутренними войсками» во исполнения Постановления СНК СССР № 154-16 сс «О реорганизации управления пограничными и внутренними войсками» от 02.02.1939. НКВД СССР № 00206 от 08.03.1939 как 21-я бригада войск НКВД СССР по охране особо важных предприятий промышленности.
Бригада приказом НКВД СССР № 001497 от 28.11.1940 «Об изменении нумерации частей войск НКВД» переименована в 56-ю бригаду войск НКВД СССР по охране особо важных предприятий промышленности.
С началом Великой Отечественной войны согласно мобплана НКВД СССР бригада в период 22 — 28 июня 1941 года переформирована в 20-ю дивизию войск НКВД СССР по охране особо важных предприятий промышленности.
6 сентября 1941 года переформирована в 20-ю стрелковую дивизию оперативных войск НКВД СССР в составе 7-го, 8-го и 9-го стрелковых полков, а также специальных подразделений, которые комплектовались преимущественно личным составом милиции, пожарной охраны и истребительных батальонов. Дислоцировалась дивизия в Ленинграде и окрестностях: Шлиссельбург, Повенец, Ржевка и тому подобное.
В составе действующей армии с 26 июня 1941 по 5 сентября 1941 года как 20-я дивизия войск НКВД СССР по охране железнодорожных сооружений и особо важных предприятий промышленности и с 5 сентября 1941 по 15 августа 1942 года как 20-я стрелковая дивизия внутренних войск НКВД СССР.
С начала войны бригада (скоро с началом войны развёрнутая в дивизию штатной численностью в 10671 человек) выполняла задачи по охране промышленных объектов, узлов связи, линий связи ВЧ, внутреннего правопорядка в Ленинграде, Ленинградской области, Карелии, войскового тыла Северного фронта, Северо-Западного фронта, вела борьбу с разведывательно-диверсионными группами противника.
С 4 сентября 1941 года дивизия начала переформировываться в стрелковую, насчитывала в составе 6 908 человек. Была пополнена личным составом партизанских и истребительных отрядов, курсантов 1-й и 2-й пожарно-технических школ Ленинграда, пожарного факультета (ФИПО НКВД) Ленинградского института инженеров коммунального строительства, советского и партийного актива города и области и частей НКВД. До октября 1941 года в боях участия не принимала, находясь в резерве. Первым опытом участия в боях дивизии стал Стрельнинский десант, высаженный 5 октября 1941 года. В десанте принимал участие отряд, сформированный за счёт дивизии, количеством 500 человек, высаживался в районе «Пишмаша». С двадцати пяти шлюпок, при поддержке трёх катеров «МО» смогли высадиться только 360 человек, которые все впоследствии погибли, также 7 октября 1941 года в подмогу высаживались ещё более 250 человек, которые также не вернулись. С 26 октября 1941 года дивизия перешла в подчинение Невской оперативной группы, получив задачу переправиться на левый берег Невы. 30 октября 1941 года дивизия смогла переправиться на Невский пятачок, заняла опушку леса левее деревни Арбузово. До 26 ноября 1941 года дивизия ведёт кровопролитные бои с 7-й авиаполевой дивизией на плацдарме, несёт огромные потери, была пополнена всего одним маршевым батальоном.
На 26 ноября 1941 года в дивизии насчитывалось только около 2 500 человек, и она была выведена с передовой на доукомплектование. До февраля 1942 года дивизия восстанавливалась в Ленинграде, затем сменила части 198-й мотострелковой и 291-й стрелковой дивизий на Карельском перешейке, на участке Белоостров — Лемболово, где и стоит в обороне до переформирования.
15 августа 1942 года по Постановлению ГКО № 2100 от 26 июля 1942 года и Директивы Генерального Штаба Красной Армии № орг/2/2172 от 2 августа 1942 года передана в состав РККА и переформирована в 92-ю стрелковую дивизию.

## Полное название
20-я стрелковая дивизия внутренних войск НКВД СССР

## Подчинение
| Дата       | Фронт (округ)                                                 | Армия                          | Корпус (группа) | Примечания                                                              |
| ---------- | ------------------------------------------------------------- | ------------------------------ | --------------- | ----------------------------------------------------------------------- |
| 22.06.1941 | —                                                             | —                              | —               | в составе войск НКВД по охране особо важных предприятий промышленности. |
| 01.07.1941 | —                                                             | —                              | —               | в составе войск НКВД по охране особо важных предприятий промышленности. |
| 10.07.1941 | —                                                             | —                              | —               | в составе войск НКВД по охране особо важных предприятий промышленности. |
| 01.08.1941 | —                                                             | —                              | —               | в составе войск НКВД по охране особо важных предприятий промышленности. |
| 01.09.1941 | —                                                             | —                              | —               | в составе войск НКВД по охране особо важных предприятий промышленности. |
| 01.10.1941 | Ленинградский фронт                                           | —                              | —               | —                                                                       |
| 10.11.1941 | Ленинградский фронт                                           | 1-я Невская оперативная группа | —               | —                                                                       |
| 01.12.1941 | Ленинградский фронт                                           | —                              | —               | —                                                                       |
| 01.01.1942 | Ленинградский фронт                                           | —                              | —               | —                                                                       |
| 01.02.1942 | Ленинградский фронт                                           | —                              | —               | —                                                                       |
| 01.03.1942 | Ленинградский фронт                                           | 23-я армия                     | —               | —                                                                       |
| 01.04.1942 | Ленинградский фронт                                           | 23-я армия                     | —               | —                                                                       |
| 01.05.1942 | Ленинградский фронт (Группа войск Ленинградского направления) | 23-я армия                     | —               | —                                                                       |
| 01.06.1942 | Ленинградский фронт (Ленинградская группа войск)              | 23-я армия                     | —               | —                                                                       |
| 01.07.1942 | Ленинградский фронт                                           | 23-я армия                     | —               | —                                                                       |
| 01.08.1942 | Ленинградский фронт                                           | 23-я армия                     | —               | —                                                                       |

## Состав

### Как 56-я бригада войск НКВД СССР по охране особо важных предприятий промышленности
(на 1 июня 1941 до мобилизационного развёртывания в дивизию):
- Управление 56-й бригады (Ленинград)
- 151-й полк охраны особо важных предприятий промышленности (Ленинград);
- 152-й полк охраны особо важных предприятий промышленности (Шлиссельбург);
- 155-й полк охраны особо важных предприятий промышленности (Повенец);
- 74-й отдельный батальон охраны особо важных предприятий промышленности (Энсо);
- 104-й отдельный батальон охраны особо важных предприятий промышленности (станция Ржевка);
- 6-я отдельная рота охраны особо важных предприятий промышленности (станция Поповка);
- комендатура «Гознак» (Ленинград);
- комендатура «Монетный двор» (Ленинград);
- комендатура «Госбанк» (Ленинград);
- школа МНС (Ленинград).

### Как 20-я дивизия войск НКВД СССР по охране железнодорожных сооружений и особо важных предприятий промышленности
- 151-й полк охраны особо важных предприятий промышленности;
- 152-й полк охраны особо важных предприятий промышленности;
- 154-й полк охраны особо важных предприятий промышленности;
- 155-й полк охраны особо важных предприятий промышленности;
- 166-й полк охраны особо важных предприятий промышленности;
- 168-й полк охраны особо важных предприятий промышленности;
- 95-й отдельный батальон охраны особо важных предприятий промышленности;
- 104-й отдельный батальон охраны особо важных предприятий промышленности;
- 111-й отдельный батальон охраны особо важных предприятий промышленности;
- школа младшего начальствующего состава;
- комендатура «Гознак»;
- комендатура «Монетный двор»;
- комендатура «Госбанк».

### Как 20-я стрелковая дивизия внутренних войск НКВД СССР
- 7-й пулемётный полк внутренних войск НКВД
- 8-й стрелковый полк внутренних войск НКВД
- 9-й стрелковый полк внутренних войск НКВД
- 10-й стрелковый полк внутренних войск НКВД
- 20-й артиллерийский полк внутренних войск НКВД
- отдельный разведывательный батальон

## Командиры
- полковник Иванов, Александр Павлович

## Известные люди из состава дивизии
- Начальником штаба дивизии был полковник Киселёв В. Г., впоследствии коллаборационист, начальник 1-й офицерской школы РОА